# Nanotub

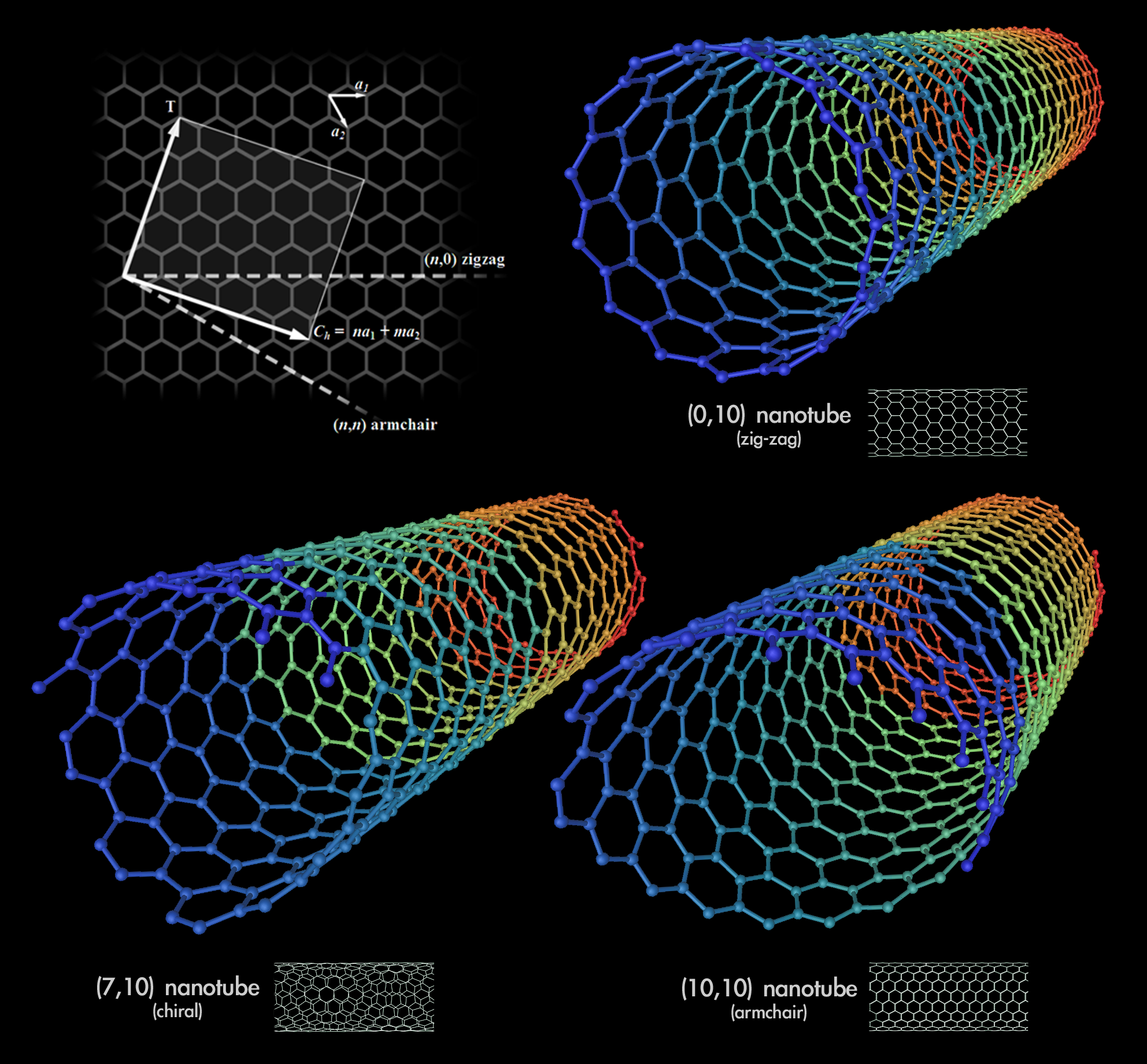
Nanotubs de carboni.

En química, un nanotub és una estructura tubular de diàmetre de l'ordre del nanòmetre amb aplicacions en camps com la nanotecnologia, l'electrònica, l'òptica o la medicina. N'hi ha de molts materials, com ara silici o nitrur de bor però, generalment, el terme s'aplica als nanotubs de carboni. Actualment s'estudien activament a causa de les possibles aplicacions que se'n poden derivar per desenvolupar tecnologia a l'escala nanomètrica i aprofitar els fenòmens quàntics.
Els nanotubs de carboni són una forma al·lotròpica del carboni, com el diamant, el grafit o els ful·lerens. L'estructura es pot considerar procedent d'una làmina de grafit enrotllada sobre si mateixa. Depenent del grau d'enrotllament, i la manera com es conforma la làmina original, el resultat pot portar a nanotubs de diferent diàmetre i geometria interna. Aquests tubs, conformats com si els extrems d'un foli s'unissin pels extrems formant un canut, s'anomenen nanotubs monocapa o de paret simple. Hi ha, també, nanotubs l'estructura s'assembla a la d'una sèrie de tubs concèntrics, inclosos uns dins dels altres, a manera de nines matrioixca si, lògicament, de diàmetres creixents des del centre a la perifèria. Aquests són els nanotubs multicapa. Es coneixen derivats en els quals el tub està tancat per mitja esfera de ful·lerè, i altres que no estan tancats.
S'estudien activament, com els fulerens, pel seu interès fonamental per a la química i per les aplicacions tecnològiques. És, per exemple, el primer material conegut per la humanitat capaç, en teoria, de sustentar indefinidament el seu propi pes suspès sobre el nostre planeta, una condició necessària per a la construcció d'un ascensor espacial.

## Propietats

Representació de les estructures de les diverses formes al·lotròpiques del carboni. A: diamant, b: grafit, c: diamant hexagonal, d: ful·lerè C60, i: ful·lerè C540, f: ful·lerè C70, g: carboni amorf, i finalment, h: nanotub

Representació esquemàtica d'un nanotub de carboni

Els nanotubs solen presentar una elevada relació longitud/radi, ja que el radi sol ser inferior a un parell de nanòmetres i, tanmateix, la longitud pot arribar a ser fins i tot de 10  5  nm. A causa d'aquesta característica es poden considerar com unidimensional és.

### Propietats elèctriques
Els nanotubs es caracteritzen per presentar una gran complexitat electrònica, si tenim en compte les regles quàntiques que regeixen la conductivitat elèctrica amb la mida i la geometria d'aquests. Aquestes estructures poden comportar-se, des d'un punt de vista elèctric, en un ampli marge de comportament, començant pel comportament semiconductor fins a presentar, en alguns casos, superconductivitat. Aquest ampli marge de conductivitat és determinat per relacions fonamentalment geomètriques, és a dir, en funció del diàmetre, torsió (quiralitat) i el nombre de capes de la seva composició. Així, per exemple, hi ha nanotubs rectes (Armchair i ziga-zaga) en què les disposicions hexagonals, a les parts extremes del tub, són sempre paral·leles a l'eix de simetria. Aquesta distribució, en funció del diàmetre, permet que dos terços dels nanotubs no quirals siguin conductors i la resta semiconductors. En el cas dels nanotubs quirals, els hexàgons tenen un cert angle respecte a l'eix del tub, és a dir, la distribució dels hexàgons laterals que conformen l'estructura presenta amb respecte a l'eix central del tenir un enrotllament de caràcter helicoide. Aquest tipus de conformació dificulta el pas dels electrons als estats o bandes de conducció, de manera que, aproximadament, només un terç dels nanotubs presenta conducció apreciable i sempre en funció de l'angle de torsió.
Cal destacar que els nanotubs que es comporten com a superconductors es podrien utilitzar per a l'estudi efectes quàntics fonamentals en una dimensió, així com per a la recerca d'aplicacions pràctiques en la informàtica quàntica molecular. Això és degut al fet que poden actuar com a "conductors quàntics", és a dir, si es representa el voltatge, o diferència de potencial davant la intensitat de corrent no s'obté una línia recta, sinó esglaonada. Com s'ha deixat entreveure, aquestes estructures tenen multitud de propietats elèctriques. Pel que fa a la capacitat per transportar corrent, se sap que pot arribar a quantitats d'aproximadament mil milions de A/cm ², mentre que els cables de coure convencionals es fonen en arribar a densitats de corrent de l'ordre del milió de A/cm ². Convé precisar que totes aquestes propietats no depenen del llarg del tub, a diferència del que passa en els cables d'ús quotidià.

### Propietats mecàniques
Si les propietats elèctriques són, de per si, sorprenents, les propietats mecàniques poden arribar a ser-ho encara més. L'estabilitat i robustesa dels enllaços entre els àtoms de carboni, del tipus sp², els proporciona la capacitat de ser la fibra més resistent que es pot fabricar. D'altra banda, davant esforços de deformació molt intensos són capaços de deformar notablement i de mantenir-se en un règim elàstic. El mòdul de Young dels nanotubs podria arribar a oscil·lar entre 1,3 i 1,8 tera pascals, tot i que fins ara només s'han pogut obtenir experimentalment fins als 0,8 T Pa.
A més, aquestes propietats mecàniques podrien millorar: per exemple en els SWNTs (Single Walled Nanotube o nanotubs de paret simple), unint diversos nanotubs en feixos o cordes. D'aquesta manera, encara que es trenqués un nanotub, com es comporten com a unitats independents, la fractura no es propagaria els altres confrontants. En altres termes, els nanotubs poden funcionar com ressorts extremadament ferms davant petits esforços i, davant càrregues grans, poden deformar dràsticament i tornar posteriorment a la seva forma original.
Diversos estudis han tractat de mesurar les propietats mecàniques i la tensió màxima suportada per un nanotub, amb resultats heterogenis,

 tot i que es podria assumir com a orientatiu que la tensió màxima podria rondar els 150 G Pa. Aquesta dada implica que un cable d'1 cm² de gruix format per nanotubs podria aguantar un pes d'unes 1.500 tones. Per comparació, un cable equivalent del millor acer conegut pot suportar 20 tones.
No obstant això, no tots els estudis han mostrat uns valors tan optimistes: en general és comunament acceptada l'afirmació que els nanotubs són 10 vegades més resistents que l'acer, i 6 vegades més lleugers, encara que es tracta d'un material encara poc conegut, i aquests valors podrien variar.

### Propietats tèrmiques
Alguns models prediuen que la conductivitat tèrmica dels nanotubs pot arribar a ser tan alta com 6.000 W/ mK a temperatura ambient (cal tenir en compte, per comparar amb una altra forma al·lotròpica del carboni, que el diamant gairebé pur transmet 3.320 W/mK). Així mateix són enormement estables tèrmicament, i encara estables a 2.800 °C en el cap ja 750 °C en l'aire (mentre que els filferros metàl·lics en microxip es fonen entre 600 i 1.000 °C). Les propietats dels nanotubs poden modificar encapsulant metalls en el seu interior, o fins i tot gasos. En aquest sentit, serien uns extraordinaris magatzems d'hidrogen. Com se sap, un dels principals problemes tècnics per al desenvolupament de les piles de combustible és l'emmagatzematge d'aquest element.

## Línia de temps dels nanotubs
- 1952 Primera prova de l'existència de nanotubs de carboni.[9]
- 1991 Descobriment oficial per Iijima (MWCNT).[10]
- 1993 Descobriment del primer nanotub monocapa.[11]
- 1991 - 2000 Producte d'interès principalment acadèmic.
- 2000 - 2005 Se n'investiga l'ús industrial.
- 2005-2010 Desenvolupament d'aplicacions industrials.
- 2010 Gran desenvolupament d'aplicacions integrades a productes.

## Principals mètodes de manufactura
1. Ablació làser (Alta puresa, poca quantitat)
2. Descàrrega d'arc (Alta puresa, poca quantitat)
3. CVD ( Chemical vapor deposition ) Deposició química de vapor (gran quantitat, bona qualitat). Es pot fer l'augment d'escala fàcilment.

### Ablació làser
L'ablació làser és un procés que consisteix a vaporitzar un blanc de grafit mitjançant la radiació d'un pols làser, en un reactor d'alta temperatura i en presència d'un gas inert. Els nanotubs es formen quan el grafit vaporitzat entra en contacte amb la superfície freda, condensant sobre les parets del reactor.
Aquest procediment sol presentar un rendiment típic del 70% en pes i produeix nanotubs monocapa amb un diàmetre que pot controlar variant la temperatura a l'interior del reactor.

### Descàrrega d'arc

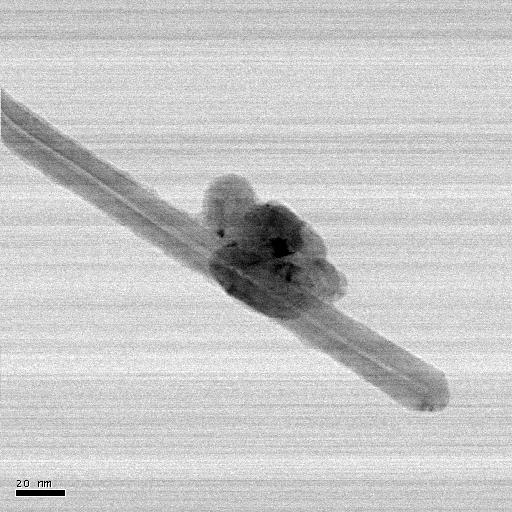
Imatge d'una punta de nanotub realitzada mitjançant un microscopi electrònic

Des de 1991, la presència de nanotubs s'ha pogut observar en el sutge produït en provocar un arc elèctric entre dos elèctrodes de grafit. El corrent típica per produir aquest arc era d'uns 100 ampere si, paradoxalment, el que es pretenia era produir fulerens. La primera vegada que es van produir nanotubs de carboni, de manera massiva, va ser utilitzant un mètode similar a l'anterior, per dos investigadors del Laboratori de Recerca Bàsica de la companyia NEC.
En aquest procés es va observar que el carboni contingut en l'elèctrode negatiu sublimava a causa de les altíssimes temperatures produïdes per la descàrrega que provocaven l'arc voltaic. Aquesta tècnica és el mètode més important usat en la síntesi de nanotubs, ja que va ser la primera en què la producció d'aquesta manera lotròpica era apreciable.
La descàrrega d'arc és un tipus de descàrrega elèctrica contínua que genera llum i calor molt intensos. Es produeix entre dos elèctrodes enfrontats dins d'una atmosfera de gas inert a baixa pressió. Pels elèctrodes de grafit, es fa passar un corrent intensa, (centenars d'amperes) la qual fa sublimar els àtoms de carboni, de la superfície dels elèctrodes, formant un plasma al voltant d'aquests. En un arc obert a l'aire, ja pressió normal, (una atmosfera) l'elèctrode positiu arriba a una temperatura d'uns 3.000 °C.
El rendiment típic, fent servir aquesta tècnica, és de l'ordre del 30% en pes i els productes obtinguts són tant nanotubs monocapa com multicapa d'una longitud típica d'unes 50 micres
Es pot combinar amb el mètode de purificació, per oxidació, desenvolupat per Ebbesen el 1994, que consisteix a l'escalfament de la fullerita extreta després de la descàrrega a 1.000 K, en una atmosfera d'oxigen durant 30 minuts.
Aquest procediment permet evaporar les diferents classes de fullerens i deixar els nanotubs aïllats. També s'utilitza per evaporar les parets més externes dels nanotubs de tipus multicapa i, també, per obrir els extrems d'aquests.

### CVD

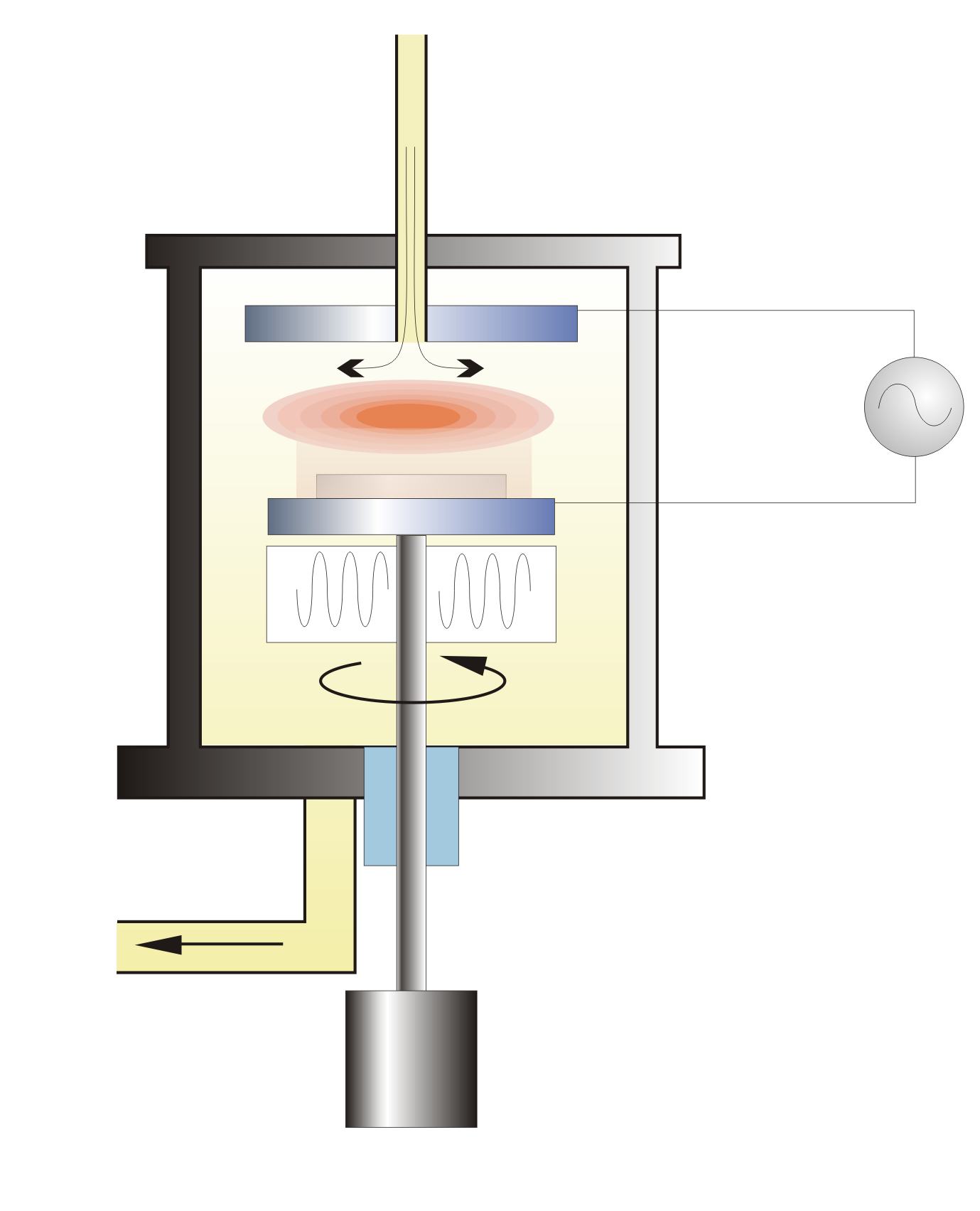
Esquema d'un reactor CDV

La deposició catalítica en fase de vapor, o Catalytic Vapor Phase, (a partir d'ara, CVD) va ser descrita per primera vegada el 1959, però no va ser fins al 1993 quan els nanotubs es van poder sintetitzar mitjançant aquest procés. El 2007, un grup d'investigadors de la Universitat de Cincinnati desenvolupar un procés de creixement que permetia obtenir matrius de nanotubs de carboni alineats, d'una longitud mitjana d'uns 18 mm.
A la CDV, normalment, es prepara un substrat amb una capa de metall, com el níquel, cobalt, or o una combinació d'aquests. Les nanopartícules de metall es poden produir, també, per altres mitjans, inclosos la reducció d'òxids o solucions d'òxids sòlids. Els diàmetres dels nanotubs que van a formar-se, per creixement controlat, estan relacionats amb la mida de les partícules de metall. Aquesta mida es pot controlar per deposició de patrons (o màscares) de metall, o per l'addició d'aigua forta sobre la capa de metall. El substrat s'escalfa aproximadament a uns 700 °C.
Per iniciar el creixement de nanotubs, es barregen dos gasos en el reactor. Un gas de procés (com amoníac, nitrogen, hidrogen, etc.) I un altre gas que s'usa com a font de carboni (tal com acetilè, etilè, etanol, metà, etc.). Els nanotubs creixen al costat del catalitzador de metall. El gas que conté carboni es trenca sobre la superfície de les partícules catalítiques, i el carboni és transportat als límits de la partícula, on es formen els nanotubs. Aquest mecanisme està encara en fase d'estudi i discussió. Les partícules catalítiques poden romandre sobre les puntes de creixement dels nanotubs durant el procés de creixement, o continuar sobre la base del nanotub, depenent de l'adhesió entre les partícules catalítiques i el substrat.
La CDV és un mètode molt freqüent per a la producció comercial de nanotubs de carboni. Per a aquest propòsit les nanopartícules de metall es barrejaran, acuradament, amb un suport catalitzador (per exemple MgO, Al₂O₃, etc.) Per incrementar l'àrea de superfície específica, en nom d'una major producció de la reacció catalítica de feedstock amb les partícules de metall. Una altra qüestió de la ruta de síntesi és l'eliminació del suport catalític mitjançant un tractament àcid, el que algunes vegades podria portar a la destrucció de l'estructura original dels nanotubs. Alguns suports catalítics alternatius, que són solubles en aigua, han demostrat ser més efectius per al creixement de nanotubs.
Si es genera un plasma, aplicant un intens camp elèctric, durant el procés de creixement (deposició del vapor químic augmentada per plasma), aleshores el creixement del nanotub seguirà la direcció del camp elèctric.

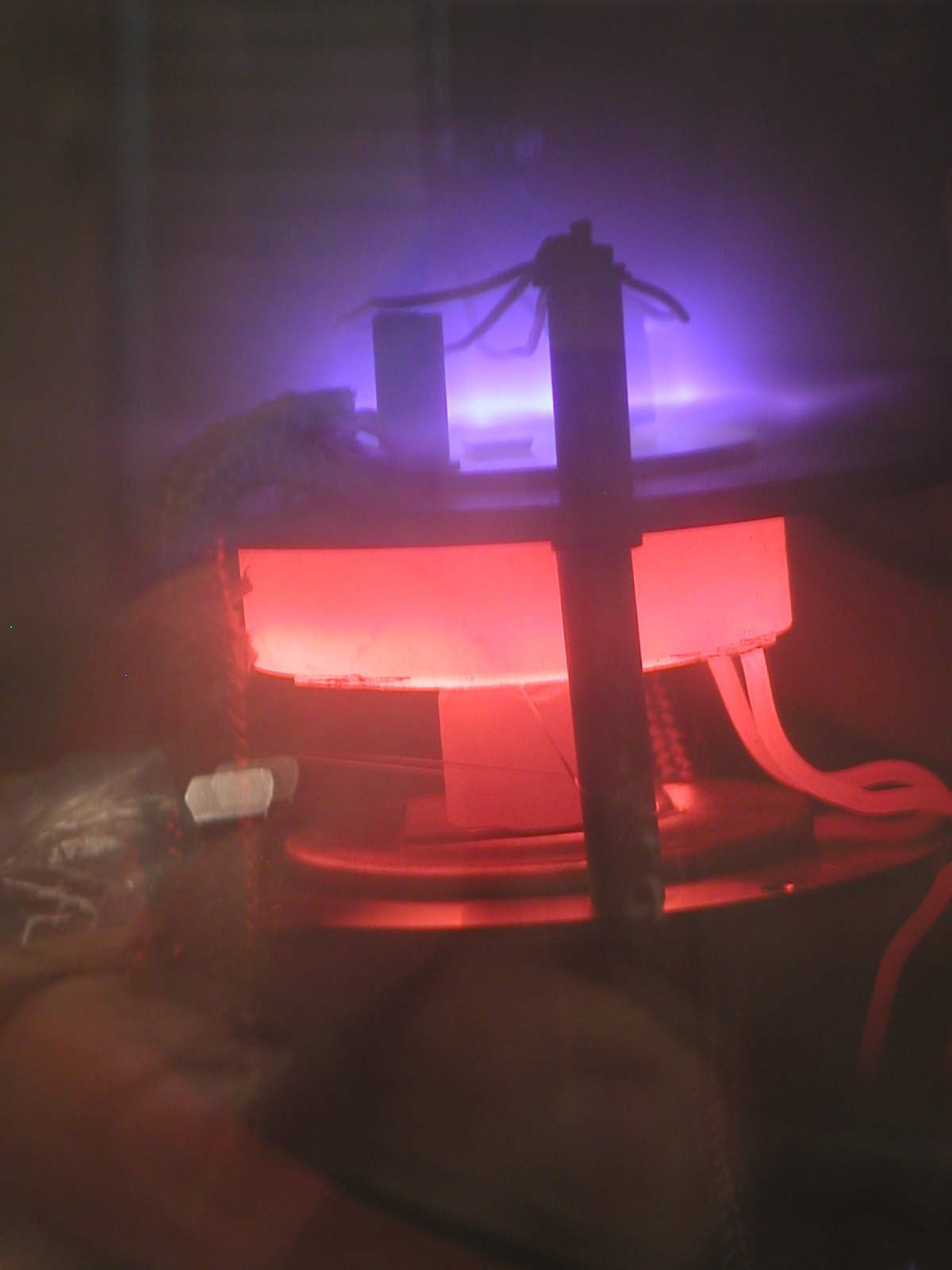
Fotografia d'un reactor CVD per creixement de nanotubs induïts per plasma

Ajustant adequadament la geometria del reactor és possible sintetitzar nanotubs verticalment alineats (per exemple, perpendiculars al substrat), una morfologia que ha estat l'interès dels investigadors interessats en l'emissió d'electrons per part de nanotubs.
De manera usual, sense la presència del plasma, els tubs resultants estan orientats aleatòriament. El resultat és semblant a un bol d'espaguetis de carboni. Sota certes condicions de reacció, fins i tot en absència de camps elèctrics, o plasmes, els nanotubs creixeran espaiats estretament i mantindran una adreça de creixement vertical. El resultat és una densa matriu de tubs reassemblades, a manera de catifa o bosc.
Dels mètodes desenvolupats per a la síntesi de nanotubs, la tècnica CVD es mostra la més prometedora per a l'escala industrial en termes de relació preu/unitat. Hi ha avantatges addicionals per a la síntesi de nanotubs per CVD. Dels diferents mètodes d'obtenció de nanotubs, CVD és l'única tècnica capaç d'aconseguir un creixement directament sobre un substrat determinat. No obstant això, en les altres tècniques, els nanotubs han de ser recopilats posteriorment. Els llocs de creixement són controlables per deposició acurada d'un catalitzador. A més no hi ha altres mètodes de creixement, per ara, que s'hagin desenvolupat per produir nanotubs alineats verticalment.
L'any 2007, un grup de la Universitat de Meij va desenvolupar una tècnica CVD per al creixement de nanotubs de carboni a partir del càmfora. Un altre grup d'investigadors de la Universitat de Rice, s'ha concentrat en dissenyar mètodes per a la producció de quantitats apreciables de nanotubs de gran longitud i puresa d'una conformació particular. La forma d'escometre el problema es basa a fer créixer fibres llargues a partir de les llavors que provenen d'un únic nanotub tallat. En les anàlisis de les mostres es va comprovar que totes les fibres resultants van resultar ser del mateix diàmetre i tipus del nanotub original. Més endavant s'espera una millora en la producció i longitud dels nanotubs perquè puguin usar-se en aplicacions industrials. El creixement CVD de nanotubs multicapa el fan servir, actualment, algunes companyies per produir tones de materials, entre les quals es troben: Arkema, Bayer, Hyperion Catalysis, Mitsui, Nanocyl, NanoLab, Nanothinx, i Showa Denko.

## Aplicacions

### Electroquímiques
Una important aplicació dels nanotubs, donada la gran superfície i baixa resistivitat, és la Electroquímica, com el desenvolupament de supercondensadors, dispositius per a l'emmagatzematge d'hidrogen i fabricació de cèl·lules solars.

#### Supercondensadors
Un supercondensador consisteix, essencialment, en dos elèctrodes de carboni separats per una membrana permeable de
ions submergits en un electròlit. La funció d'un supercondensadors es mesura en termes de la potència i
de la densitat d'energia emmagatzemada. Els SWNTs tenen la major relació superfície/volum de qualsevol material
de carboni, de manera que els seus àtoms són els que formen la superfície de l'elèctrode. Actualment, els supercondensadors són fabricats amb carbó activat, que és extremadament porós i amb una gran àrea superficial. En aquesta classe de carbó obtingut, els porus són irregulars en mida i forma, reduint, d'aquesta manera, l'eficiència. En canvi, els CNTS alineats verticalment al supercondensadors tenen formes molt regulars i un ample de l'ordre de diversos diàmetres
atòmics a la vegada que presenten una menor resistència, la qual cosa incrementa la seva densitat d'energia.
Els supercondensadors millorats amb nanotubs (tant de paret simple o múltiple) combinen la llarga durabilitat i alta potència dels supercondensadors comercials amb la major densitat d'emmagatzematge pròpia de les bateries químiques. Per tant, poden ser utilitzats en moltes aplicacions d'emmagatzematge d'energia.

#### Emmagatzematge d'hidrogen
La gran superfície i estructura tubular dels CNTS fa que puguin ser útils per a l'emmagatzematge d'hidrogen. L'hidrogen s'afegeix als nanotubs per quimisorció, ja que els enllaços dels carbonis
que formen el nanotub ofereixen capacitat fins a la seva saturació incorporant hidrògens. L'anàlisi d'espectroscòpia de raigs X revela una disminució de la ressonància en els enllaços C-C, i un augment d'intensitat en els enllaços CH.
En l'espectre d'absorció es pot apreciar un pic corresponent al carboni no hidrogenat, que apareix a major energia, i un altre pic a causa del carboni hidrogenat de menor energia. La proporció entre els dos pics indica la quantitat d'hidrogen absorbit, pròxim al requerit per a ser acceptat com un dispositiu d'emmagatzematge d'hidrogen en vehicles.
Per exemple, A l'Institut de Ciència de Materials de Barcelona (ICMAB) s'està treballant sobre això. La idea consisteix a dipositar nanotubs a l'interior d'una cambra a pressió. Es deixa entrar l'hidrogen en aquesta cambra i passat un temps es deixa sortir d'aquesta. La quantitat de gas sortint és menor que l'entrant. Per tant, es creu que l'hidrogen queda incorporat al nanotub.
Treballant sobre aquesta idea, s'ha comprovat la capacitat d'absorció de l'hidrogen en diferents estructures de nanotubs. Així, un paquet de double-Wall carbó nanotubs (DWNT) pot absorbir fins al doble del que fan els SWNTs. A partir de la comparació dels plànols de grafit de SWNTs, amb extremada puresa, uniformitat ia penes traces d'impureses, i de DWNTs, amb un alt ordenament, però amb empaquetament més lleuger, en un conjunt hexagonal, s'ha trobat que aquests últims presenten una major estabilitat per a l'absorció d'H  2 . Això és degut al fet que la matriu de nanotubs presenta porus als que poden unir-se les molècules d'H  2 , i que donada l'accessibilitat d'aquests i el més profund potencial molecular a conseqüència de la superposició dels potencials moleculars per la doble paret, l'absorció és molt més gran, tot i tenir una àrea un 40% menor que els SWNTs.

#### Cèl·lules solars
Gràcies a les singulars propietats elèctriques dels nanotubs es creu que puguin resultar eficaços en la conversió
d'energia solar a elèctrica. El primer pas per construir una cèl·lula solar és acoblar nanotubs de carboni sobre un substrat que faria d'elèctrode, formant una fina capa. Els nanotubs obtinguts comercialment es solubilitzen en una suspensió que es transfereix a una cèl·lula d'electroforesi amb dos elèctrodes òptics transparents paral·lels (OTEs). En aplicar un voltatge de corrent continu, els nanotubs en suspensió es mouen cap a l'elèctrode positiu. Mantenint aquest voltatge durant un cert temps, s'aconsegueix la deposició d'una capa de SWNT sobre la superfície de l'elèctrode. Es pot modificar la forma de la capa. Per exemple, si es prolonga el temps de l'electroforesi s'augmenta el gruix de la capa, o si s'apliquen camps superiors a 100 V/m, s'obté un alineament dels nanotubs perpendicular a la superfície de l'elèctrode.
Es poden utilitzar dos procediments per a l'ús dels nanotubs en les cèl·lules solars, bé excitar directament els nanotubs semiconductors, o bé usar-los com conductes per millorar el transport de càrrega en els col·lectors de llum nanoensamblados.
En el primer cas, s'està investigant amb els SWCNTs semiconductors, les propietats elèctriques han estat detallades anteriorment. Estudis recents han confirmat que els nanotubs tenen una estructura de bandes que permet la formació de parells electró-buit i la seva posterior separació per excitació de la llum. El següent pas és poder utilitzar aquests portadors per obtenir un corrent, tal com succeeix en les aplicacions fotovoltaiques d'altres semiconductors. Utilitzant la capa de nanotubs dipositats sobre el OTE com un elèctrode fotosensible es pot construir una cèl·lula fotoelectroquímica. Un electròlit se situa entre la capa de nanotubs de carboni de l'elèctrode i una làmina de platí. La llum incident excita els SWNTs i genera portadors de càrrega, després de les quals s'observa una generació de corrent. Aquesta corrent és catòdica, la qual cosa indica que els forats fotogenerats són acumulats a la superfície del OTE i transportats a l'elèctrode col·lector per un circuit extern. La reacció redox present permet recuperar les càrregues de la superfície de l'elèctrode de manera que es manté una fotocorrent constant. L'observació d'aquest tipus de corrent catòdica suposa que els SWNTs utilitzats posseeixen propietats de semiconductors tipus p.
L'eficiència de la fotoconversió (IPCE) es mesura com l'eficiència fotó-portador i s'obté mesurant la fotocorrent a diferents longituds d'ona. Aquests resultats es poden millorar incorporant una làmina d'òxid d'estany (SnO₂) al OTE que incrementa l'àrea per recollir portadors. També, mitjançant l'ús de stacked-cup nanotubs (SCCNTs), que presenten una estructura amb buits i ofereixen una llarga porció de reactius de vora a la superfície interna i externa, i que minimitzen la interacció entre nanotubs en romandre separats en la deposició sobre l'elèctrode.
En un elèctrode OTE/SnO₂/SCCNT els electrons fotogenerats en els SCCNT són recollits pels cristalls de SnO ₂ generant un corrent anòdica. Els dopants introduïts durant la síntesi dels nanotubs, marcarà les seves propietats tipus po n.
Un altre procediment que està en desenvolupament és la utilització dels nanotubs com ancoratges per col·lectors de llum nanoensamblados (p. ex. partícules semiconductores) atorgant una via per a la captura de les càrregues fotogenerat i el seu transport fins a la superfície de l'elèctrode. Un exemple molt interessant és el material compost CdS-SWNT que és capaç de
generar una fotocorrent a partir de llum visible amb una gran eficàcia. La capa de SWNTs es diposita en el OTE usant el mètode d'electroforesi descrit anteriorment. L'elèctrode se submergeix en una solució que conté ions de cadmi (Cd) i sofre (S) per formar els cristalls de sulfur de cadmi (CDS). El corrent anòdica que s'observa confirma que els electrons viatgen des CdS fins a l'elèctrode col·lector a través de la xarxa de SWNTs.
Com es pot comprovar, ia causa de la baixa eficiència, mostrada fins ara, la introducció de nanotubs en cèl·lules solars està encara en fase experimental, a la recerca d'una millor rendiment.

### Electrònica
D'entre les múltiples aplicacions dels nanotubs de carboni, potser les més interessants es troben en el domini de l'electrònica, ja que aquests poden exercir el mateix paper que el silici en els dispositius electrònics però a escala molecular, on els semiconductors deixen de funcionar.
A més, pel fet que els avenços en la indústria electrònica es basen en la miniaturització dels dispositius, que comporta un augment en el rendiment de la velocitat de procés i la densitat dels circuits, serà necessari utilitzar nanotubs de carboni en la fabricació. Els nanotubs de carboni poden ser utilitzats per fabricar múltiples dispositius entre els quals destaquen els transistors i les memòries informàtiques.

#### Transistors
En el terreny dels transistors, es poden introduir SWNTs semiconductors entre dos elèctrodes (font i drenador) a transistors d'efecte de camp (FET), anomenats CNTFET, per crear una "autopista" per a la circulació d'electrons. Aquesta corrent pot activar o desactivar, aplicant un petit voltatge a la porta, que fa que canviï la conductivitat del nanotub en un factor major de 10  6 , comparable als FET de silici. Com a resultat, els CNTFET commutarien sense errar i consumint menys energia que un dispositiu de silici. A més, les velocitats de commutació poden arribar als terahertz, el que suposa commutar 10  4  vegades més ràpid que en els processadors actuals.

#### Memòries
Altres dispositius que podrien experimentar grans avenços amb la introducció de nanotubs de carboni com a component de fabricació és, sens dubte, la memòria d'accés aleatori (RAM). Tenint en compte que les característiques d'una memòria ideal d'aquest tipus serien una gran capacitat d'emmagatzematge, un accés a les dades ràpid i aleatori, un escàs consum energètic, un preu baix per bit emmagatzemat, una fàcil integració en la tecnologia de circuits integrats i, si és possible, la no volatilitat de les dades després d'apagar l'ordinador, s'han intentat dissenyar memòries en el funcionament de les quals els nanotubs de carboni tenen un paper important
Una de les idees, i potser la més important, va ser desenvolupada pel grup d'investigadors que dirigeix Charles M. Lieber de la Universitat Harvard. El disseny d'aquesta memòria es basa en les propietats elàstiques dels nanotubs, que operarien com commutadors electromecànics. Aquests podrien ser disseccionats individualment.
Una altra alternativa per crear una memòria seria un dispositiu nanomecànic basat en un fullerens incorporat en un curt nanotub de carboni que pogués ser dirigit a dues posicions estables, en els extrems d'aquest, mitjançant l'aplicació d'un camp elèctric, tot i que encara aquesta idea no s'ha aplicat a cap dispositiu.
Hi ha un altre tipus de memòries que combinen nanotubs metàl·lics i semiconductors separats per un dielèctric de tipus ONO (SiO  2 /Si  3  N  4 /SiO  2 ).
Cal destacar que els nanotubs de carboni es poden utilitzar per millorar altres dispositius com les interconnexions o els circuits integrats

### Altres aplicacions industrials
En afegir petites quantitats de nanotubs a polímers, canvien les seves propietats elèctriques i això dona lloc a les primeres aplicacions industrials:
- Biomedicina: Investigadors d'universitats italianes han fet créixer cèl·lules nervioses en substrats, coberts per xarxes de nanotubs de carboni, trobat un augment del senyal neuronal transferit entre cèl·lules. Com els CNTS són similars en forma i mida a les cèl·lules nervioses poden ajudar a reestructurar i reconnectar neurones danyades.
- Automòbils: Mànegues antiestàtiques de combustible
- Automòbils: Parts plàstiques conductores per pintat esprai electroestàtic
- Aeroespai: Parts d'avions
- Packaging: Antiestàtic per electrònics
- Tintes conductores
- Materials extremadament negres: La substància més fosca coneguda, fins ara, s'ha creat a partir de nanotubs de carboni. El material es va fabricar una matriu de nanotubs de carboni de baixa densitat, disposats de forma vertical. L'índex de reflexió del material és tres vegades menor del que s'havia aconseguit fins ara. Aquest "bosc" de nanotubs de carboni és molt bo a l'hora d'absorbir la llum, però molt dolent per reflectir. El grup d'investigadors nord-americans, pertanyents a l'Institut Politècnic Rensselaer de Troy, Nova York, que l'ha desenvolupat asseguren que és el més semblant que existeix al cos negre. Un cos ideal que absorbeix la llum de totes les longituds d'ona i des de tots els angles possibles. S'espera que el desenvolupament d'aquests materials tinguin aplicacions en els àmbits de l'electrònica, la invisibilitat a la zona del visible, i en el camp de l'energia solar.
- Esports: A causa de l'alta resistència mecànica dels nanotubs, s'estan començant a utilitzar per fer més fortes les raquetes de tennis, manillars de bicicletes, pals de golf, i fletxes d'última generació.

Els nanotubs de carboni tenen una elevada àrea superficial, la seva estructura porosa i en capes és ideal per emmagatzemar diversos elements i substàncies químiques.
En estudis recents els nanotubs han estat absorbents de: nicotina i quitrà del fum dels cigarrets, tintes reactives, compostos orgànics volàtils (n-pentà, n-hexà, n-heptà, n-octà, n- ciclohexà, benzè, tricloroetilè), microcistina s, ions metàl·lics divalents i Trihalometans de l'aigua (CHCl ₃, CHBrCl₂, CHBr₂Cl i CHBr₃).
- Remoció de metalls pesants: Entre els adsorbents d'ions metàl·lics tòxics (carbó activat, zeolites, biomaterials, resines, entre d'altres) els investigadors estan interessant-se pels CNTS causa de la seva alta capacitat d'adsorció. Aquest procés s'ha estudiat amb alguns ions divalents com: Ni  2+, Cu  2+, Pb  2+, Cd  2+, Zn  2+, Co  2+.

En els estudis, els nanotubs han mostrat gran potencial en l'absorció, les seves futures aplicacions es projecten en la cura del medi ambient, en la remoció d'ions tòxics de les aigües residuals de processos industrials.
Per millorar l'eficiència d'adsorció, els nanotubs es sotmeten a una prèvia oxidació. L'oxidació s'ha fet amb solucions de diversos agents químics com: KMnO₄, HNO₃, NaOCl, HCl, H ₂ SO ₄, O ₃ o H₂ O₂, aquestes augmenten el nombre de grups funcionals que contenen oxigen (C=O, COOH, OH) i eleven la càrrega negativa superficial. Els àtoms d'oxigen incrementen la capacitat d'intercanvi iònic.

## Nanotubs en medicina
La nanomedicina és la branca de la nanotecnologia que estudia les aplicacions clíniques dels nanomaterials. Els nanotubs de carboni (CNTs) i altres nanomaterials podrien utilitzar-se com a fàrmacs en un futur, ja que posseeixen diferents propietats físiques útils per a la medicina. En l'última dècada s'han investigat molt les aplicacions potencials dels CNTs i s'han tractat problemes de biocompabilitat que produeixen un efecte tòxic en els sistemes biològics. No obstant, aquesta toxicitat encara no ha estat del tot solucionada i constitueix un fre per a l'avanç de la incorporació dels nanotubs en assajos clínics.

### Característiques biològiques

#### Toxicologia i biocompatibilitat

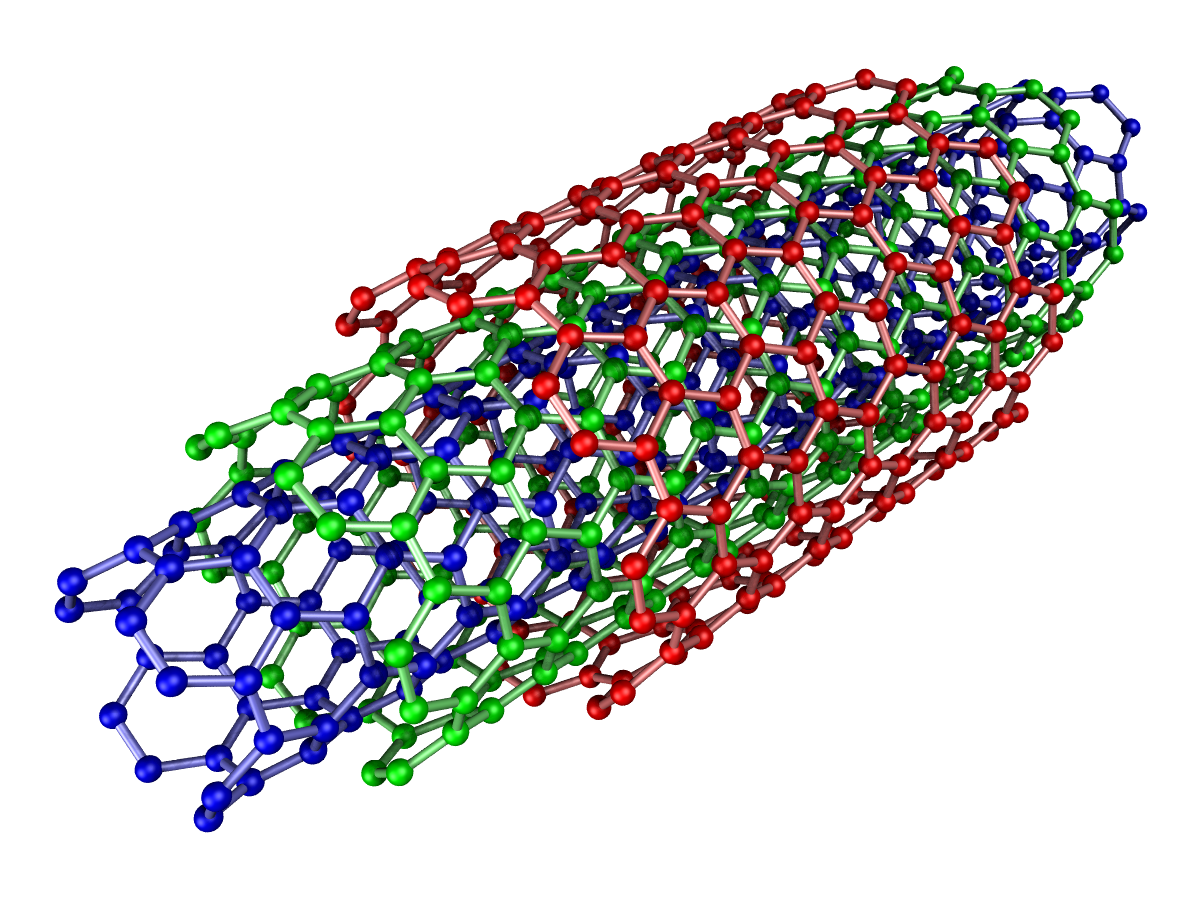
Estructura d'un CNTs multi-capa

El tipus de CNT, les impureses, la llargada, la solubilitat i les modificacions químiques (adhesió de grups funcionals) són factors que afecten a la citotoxicitat dels nanotubs. S'han de tenir en compte aquests aspectes per poder assegurar la biocompatibilitat amb les cèl·lules a llarg termini.
La purificació dels CNTs és molt important a l'hora d'assegurar la biocompatibilitat. La síntesi de nanotubs mitjançant la descàrrega d'arc voltaic, l'ablació làser o la piròlisis de precursors hidrocarbonats genera impureses carbòniques i metàl·liques a la mescla final per això és important purificar les dissolucions per a les aplicacions mèdiques.
La solubilitat és essencial perquè no es generin agregats de CNT dins de la cèl·lula, ja que els nanotubs són hidròfobs i interaccionen entre ells. Els agregats de nanotubs són perjudicials per a l'organisme, ja que poden ser reconeguts com a cossos estranys o, fins i tot, afavorir la trombosi. Conseqüentment, són tractats amb àcids forts que incorporen grups funcionals hidrogenats a la seva superfície. Aquests grups funcionals incrementen la seva solubilitat en aigua i els permeten interaccionar amb altres molècules mitjançant enllaços èster i enllaços amida o peptídics.
Depenent del tipus, la llargària, el diàmetre, la solubilitat i la capacitat per formar agregats, els CNT podran travessar membranes de diferents tipus de cèl·lules animals. Així, per exemple, un tipus determinat de nanotubs monocapa SWCNT (Single-Walled Carbon Nanotubes) són capaços de penetrar només unes cèl·lules canceroses específiques, sense introduir-se a les cèl·lules sanes. Aquesta característica és aplicable a la teràpia fototèrmica.

#### Biodistribució

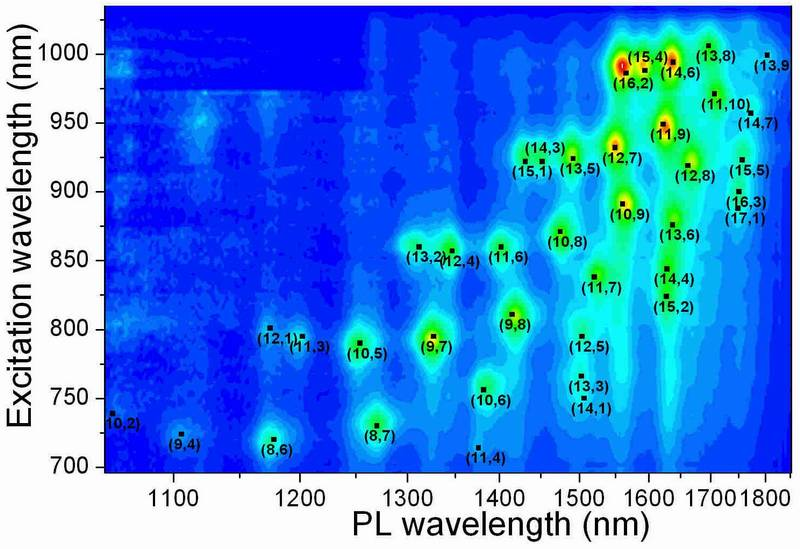
Detecció dels SWCNTs per fotoluminiscència.

La localització subcel·lular dels SWCNTs varia segons el mecanisme pel qual entren dins la cèl·lula units a diferents grups funcionals. Si ho fan a través de la membrana per difusió, transport passiu, llavors els trobarem a l'interior dels mitocondris. Aquesta localització es pot comprovar unint-lo a una molècula fluorescent i posteriorment fent una visualització mitjançant el microscopi de fluorescència.
Si per contra entren per endocitosi als macròfags, llavors els trobarem als lisosomes.
Això és demostrable a través de la microscopia electrònica de transmissió. Els mitocondris permeten interioritzar els nanotubs gràcies al seu potencial transmembrana (ΔΨm) i d'aquesta manera existeix una dependència entre el potencial i la concentració de SWNTs a aquests orgànuls.
Els SWCNTs han de ser internalitzats selectivament només a les cèl·lules canceroses. Per això són necessaris els receptors de folat (FR), els quals reben aquest nom per l'alta afinitat i reconeixement de l'àcid fòlic. Aquests receptors, que es troben sobre la superfície de les cèl·lules tumorals i funcionen com a marcadors d'aquestes, són els encarregats de reconèixer els SWCNTs funcionalitzats.

### Aplicacions Mèdiques

#### Carriers de fàrmacs
Els nanotubs poden translocar diverses molècules a l'interior de la cèl·lula com fàrmacs, pèptids, proteïnes, ADN plasmídic i ARN. S'hi associen covalentment i són molt típics els enllaços amida. Petites molècules que són incapaces de travessar la membrana ho poden fer associades als SWCNTs. Els SWCNTs poden arribar a tenir una gran utilitat com a trasnportadors a causa de diferents factors que els concedeixen unes característiques especials. Per una banda, són considerats un material inorgànic més segur que altres transportadors com per exemple els compostos per metalls pesants, com el “quantum dots”. Per altra banda, s'ha comprovat que els nanotubs de 30 nm de diàmetre poden ser eliminats completament de l'organisme amb el temps. La gran capacitat per penetrar les membranes els permet transportar diferents tipus de “cargos” al citoplasma i en nombrosos casos a l'interior del nucli. Els nanotubs tenen una dispersió inelàstica dels fotons (Efecte Raman) i un senyal fotoacústic únics que permeten fer un seguiment del transport de medicaments in vivo.

#### Teràpia Fototèrmica
Recentment s'ha detectat una nova utilitat mèdica pels CNTs que pot suposar un mètode revolucionari per a combatre el càncer.
Els nanotubs de monocapes de carboni presenten una forta capacitat d'absorció de la radiació infraroja (IR), que oscil·la entre els 700 i 1000 nm de llongitud d'ona, mentre que els sistemes biològics són transparents a aquesta llum.
Dit això, la introducció de nanotubs a cèl·lules vives pot ser molt útil per a causar un efecte sobre aquestes mitjançant l'IR que actua sobre els SWCNTs. L'administració de SWCNTs funcionalitzats solubles en aigua es fa per via intravenosa i aquests tenen una mitjana de vida de 3 hores.
El tractament consisteix a introduir una mescla de nanotubs funcionalitats amb un àcid fòlic (FA) que és reconegut pels receptors de FA que es troben només en alguns tipus de cèl·lules canceroses.
Un díode làser irradia les cèl·lules d'interès. El feix de llum infraroja no afecta a les cèl·lules no modificades durant una exposició d'uns 5 minuts; però sí que afectarà a les que se’ls hi ha introduït els nanotubs, aproximadament durant un temps de 2 minuts. La gran capacitat d'absorció de l'IR dels SWCNTs permet que aquests s'escalfin fins a altes temperatures provocant la mort dels mitocondris i, conseqüentment l'apoptosi cel·lular. Així les cèl·lules canceroses són eficaçment destruïdes mentre que les altres romanen intactes. Perquè el procés sigui satisfactori s'ha de dur a terme a una temperatura constant de 37 °C. Una temperatura significativament diferent seria inhibidora de l'activitat endocítica.

#### Enginyeria de teixits
Donada la seva estabilitat mecànica i química, els CNTs són estudiats per a la regeneració de diferents tipus de teixits i òrgans. La combinació de CNTs i col·lagen té la capacitat de potenciar les propietats mecàniques i elèctriques dels dos materials. Aquesta propietat té la seva utilitat en la regeneració de diferents tipus de teixits:
- Regeneració òssia: els CNTs són uns excel·lents materials per a la fusió del teixit ossi en una fractura gràcies a la seva resistència mecànica, flexibilitat, elasticitat i baixa densitat. La idea és injectar CNTs a la fractura per ajudar a la regeneració i fusió de l'os. La seva eficàcia radica en l'adhesió d'ions Ca+2 a la superfície del CNT gràcies als grups funcionals prèviament acoblats al cilindre de carboni.
- Regeneració del teixit neuronal: les capacitats altament conductores dels CNTs i els seus diàmetres similars als de les fibres nervioses els fan altament compatibles per a les tasques de regeneració i remodelació neuronal. Aquesta, és una tècnica experimental que podria servir per reconnectar nervis danyats. De moment, però, aquesta tècnica només ha donat resultats per experiments in vitro, incrementant l'activitat sinàptica i la proliferació d'un cultiu neuronal.
- Biomaterials cardiovasculars: Els CNTs poden ser fàcilment incorporats al corrent sanguini perquè són químicament inerts i no indueixen la trombosi ni la coagulació. La combinació de MWCNT (Multi-Walled Carbon Nanotube) amb poliuretà dona com a resultat una disminució en les trombosi, i podria ser de gran ajuda per a la cirurgia cardiovascular. Els nanotubs també poden ser utilitzats per formar, juntament amb niló, micro catèters emprats en els bypass cardiopulmonar i en dispositius de dilatació arterial.[19]